# Linda Loppa
Pour l’article homonyme, voir Loppa.
Linda Loppa (née à Anvers, le 26 juin 1948) est une créatrice de mode et enseignante belge. Elle est ancienne directrice et conservatrice du ModeMuseum MoMu, a dirigé pendant de nombreuses années le Département Mode de l'Académie Royale des Beaux - Arts d' Anvers puis l'institut de mode Polimoda à Florence. Elle est active en tant que commissaire d'exposition et consultante en mode.

## Études et début de carrière
Linda Loppa, fille du tailleur Renzo Loppa, voulait devenir architecte, mais a étudié la mode pendant quatre ans à l'Académie royale des beaux-arts d'Anvers. En 1971, elle obtient son diplôme et commence à travailler pour le fabricant belge de mackintosh, Bartsons[pas clair]. En 1978, elle a ouvert sa boutique Loppa, où elle a été l'une des premières à vendre notamment Gianni Versace, Claude Montana, Pierre Cardin, Helmut Lang ou Comme des Garçons, des marques peu connues en Belgique à l'époque, mais dont le design plaisait à Linda Loppa. Comme les étudiants en mode d'Anvers venaient souvent discuter avec Linda Loppa, un professeur de l'Académie lui a demandé d'y enseigner.

## Rôle clé de la mode anversoise
Au début des années 1980, Loppa a commencé comme professeur de mode à l'Académie royale des beaux-arts d'Anvers. En engageant un dialogue ciblé avec les étudiants en mode, en les incitant à mettre en œuvre leurs propres idées et à s'intéresser à d'autres domaines créatifs tels que l'art, Linda Loppa a poussé les étudiants plus loin dans leur processus créatif. En 1985, elle prend la direction du département Mode. Sous sa direction, le programme a acquis une réputation internationale auprès de diplômés tels que Veronique Branquinho, Haider Ackermann ou Kris Van Assche. Linda Loppa a également encouragé Raf Simons en lui faisant apprendre les bases du métier de tailleur auprès de son père. En 2007, Walter Van Beirendonck lui succède à la tête du département.
Entre-temps, Linda Loppa, avec Geert Bruloot, Gerdi Esch et Patrick De Muynck, avait fondé Mode Antwerpen en 1996, qui deviendra plus tard le Flanders Fashion Institute (FFI). En avril 1997, l'institut a été proclamé « ambassadeur culturel de la Flandre ».
Le 9 juin 1998, Linda Loppa a été admise à la Galerie des personnalités de la Chambre de commerce d'Anvers. La même année, elle est nommée à la tête du futur ModeMuseum MoMu, fonction qu'elle cumule dès l'ouverture du musée avec son poste de responsable de l'enseignement de la mode et son rôle au sein de la FFI.

## à Florence
En 2006, une mauvaise gestion financière au sein des FFI a été révélée. Le Gouvernement flamand a ensuite retiré les subventions de l'institut et a exigé le départ des responsables. Linda Loppa a été forcée de démissionner.
En 2007, Linda Loppa a quitté Anvers pour diriger l'école Polimoda, Institut international de design de mode et de marketing à Florence, où elle a également enseigné le design de mode. Elle occupe ce poste jusqu'en 2016, date à laquelle elle s'installe à Paris pour l'institut.
En 2016, elle fonde son studio Linda Loppa Factory, avec lequel elle souhaite regrouper ses projets dans le domaine de l'art, de la culture et de l'éducation.
En 2019, Linda Loppa a publié Life is a Vortex, un livre avec des réflexions sur le cycle en constante évolution du monde de la mode, des expériences du monde de l'art et des histoires personnelles. Le livre a été publié sur demande et avec le soutien de Polimoda.
Linda Loppa est active en tant que consultante, en tant que commissaire d'expositions et elle donne des conférences sur la mode et l'art et le domaine intermédiaire.